# Denise Paraná
Denise Paraná é uma jornalista e escritora brasileira, nascida na capital paulista. É doutora em Ciências Humanas pela Universidade de São Paulo e pós-doutora pela Universidade de Cambridge. O resultado de sua tese de doutorado, escrita em 1995 na Faculdade de Filosofia, Letras e Ciências Humanas da Universidade de São Paulo gerou a biografia autorizada de Luiz Inácio Lula da Silva, lançado com o nome de Lula, o Filho do Brasil, livro que foi adaptado para o cinema com o mesmo nome.
Em novembro de 2009, a autora lançou, pela Editora Objetiva, uma segunda biografia do político, sob o nome de A História de Lula: O Filho do Brasil, livro que em início de janeiro de 2010 estava entre os mais vendidos de não-ficção no Brasil.